# Сахатчиу, Бесим
Бесим Сахатчиу (алб. Besim Sahatçiu; 2 октября 1935, Печ — 20 октября 2005, Приштина) — косоварский режиссёр театра и кино.

## Биография
После окончания гимназии в Пече Сахатчиу поступил в Белградский университет, где изучал литературу. После прохождения обязательной военной службы он устроился на работу переводчиком в издательстве Rilindja. Впоследствии Сахатчиу прошёл обучение в Академии драматического искусства в Загребе (Хорватия) и защитил диссертацию, поставив сатирическую пьесу Николая Гоголя «Ревизор» на сцене Народного провинциального театра в Приштине.
В 1978 году этнографический фильм Сахатчиу «117» получил Гран-при на Белградском фестивале документальных и короткометражных фильмов. Его ленту охарактеризовали как «духовный портрет нации».
В качестве театрального режиссёра Сахатчиу работал в Национальном театре Косово в Приштине.
В 2018 году Министерство культуры Косово посмертно наградило Сахатчиу Премией за заслуги перед кинематографом. В том же году его именем была названа улица в Приштине. В 2021 году Posta e Kosovës выпустила почтовые марки из серии «Arti skenik — Besim Sahatçiu dhe Leze Qena», посвящённые Сахатчиу и Лезе Кене.

## Фильмография
- Красный удар (сербохорв. Crveni udar; 1974)
- Трое (алб. Trimi; 1975)
- Тито в Косово (алб. Tito na Kosovu; 1975)
- С Новым годом (алб. Gëzuar viti i ri; 1976)
- Пехливаны (алб. Pehlivanët; 1976)
- 117 (1976)[16]
- Зеркала (алб. Pasqyra; 1977)
- В ожидании Годо (алб. Duke pritur Godon; 1977)
- Ветер и дуб[алб.] (алб. Era dhe lisi; 1979)
- Тито и Косово 79 (алб. Tito e Kosova 79; 1980)
- Три человека, пересекающие гору (алб. Tre vetë kapërcejn malin; 1981)
- Набухшая река[алб.] (алб. Përroi vërshues; 1983)
- Цветок любви (алб. Lulepjeshkat e dashurisë; 1988)

## Личная жизнь
Внучкой Бесима Сахатчиу, дочерью его сына Бесника, является популярная британская певица, автор песен и актриса Рита Ора. Она получила своё имя в честь любимой актрисы дедушки — Риты Хейворт. Кроме того, Бесим Сахатчиу, вероятно, был знаком с Сеитом Липой, дедом другой популярной британской певицы Дуа Липы, возглавлявшим Институт истории Косово. Их совместное фото, сделанное в 1960-е годы в одном из питейных заведений  Печа, привлекло внимание прессы.